# Pierre Maurens

a Compétitions nationales et continentales officielles uniquement.

Dernière mise à jour le 19 novembre 2021.
Pierre Maurens, né le 3 novembre 1992 à Foix, est un joueur français de rugby à XV qui évolue au poste de deuxième ligne.

## Biographie
Pierre Maurens est natif de Foix, et commence la pratique du rugby à XV à l'âge de 10 ans sous le maillot de l'US Foix. Il intègre ensuite les sélections régionales de jeunes jusqu'à être intégré au pole espoir du Stade toulousain en 2008, puis son centre de formation.
À l'intersaison 2014, repéré par Christian Gajan alors entraîneur de l'US Carcassonne, il rejoint le centre de formation du club audois, mais dispute malgré tout de nombreuses rencontres avec l'équipe professionnelle dès sa première saison.
Après deux saisons, il n'est pas reconduit et signe avec le FC Auch en Fédérale 1. Surveillé par le staff de l'US Dax pour la saison 2017-2018 à venir, et alors que le FC Auch voit son année quasiment terminée car éliminé de la course aux phases finales en raison de ses difficultés financières, les contacts de Maurens avec le club dacquois sont accélérés pour l'engager en tant que joker médical pour la fin de la saison en cours. Arrivé au club le 20 février, il signe sa licence et ainsi officialise son arrivée le 10 mars. Sa mission en tant que joker médical terminée, il prolonge pour deux années supplémentaires.
Il fait valoir sa clause libératoire après la relégation du club dacquois en Fédérale 1 au terme de la saison 2017-2018. Il s'engage ainsi avec le Soyaux Angoulême XV.
Son départ du club charentais est acté lors de l'intersaison 2020 ; il s'engage alors avec Blagnac rugby, disputant la saison inaugurale de Nationale.
La saison suivante, il fait son retour dans son département natal, intégrant le SC Pamiers en Fédérale 1.